# Gruppo Plose-Putia
Il Gruppo Plose-Putia (in tedesco Plose-Peitlerkofel-Gruppe) è un gruppo montuoso dolomitico che si trova in Alto Adige. Prende il nome dalla due montagne più significative: la Plose (2.562 m) ed il Sass de Putia (2.875 m). Esso forma la parte più settentrionale delle Dolomiti di Gardena. È attraversato dall'Alta via n. 2.

## Classificazione

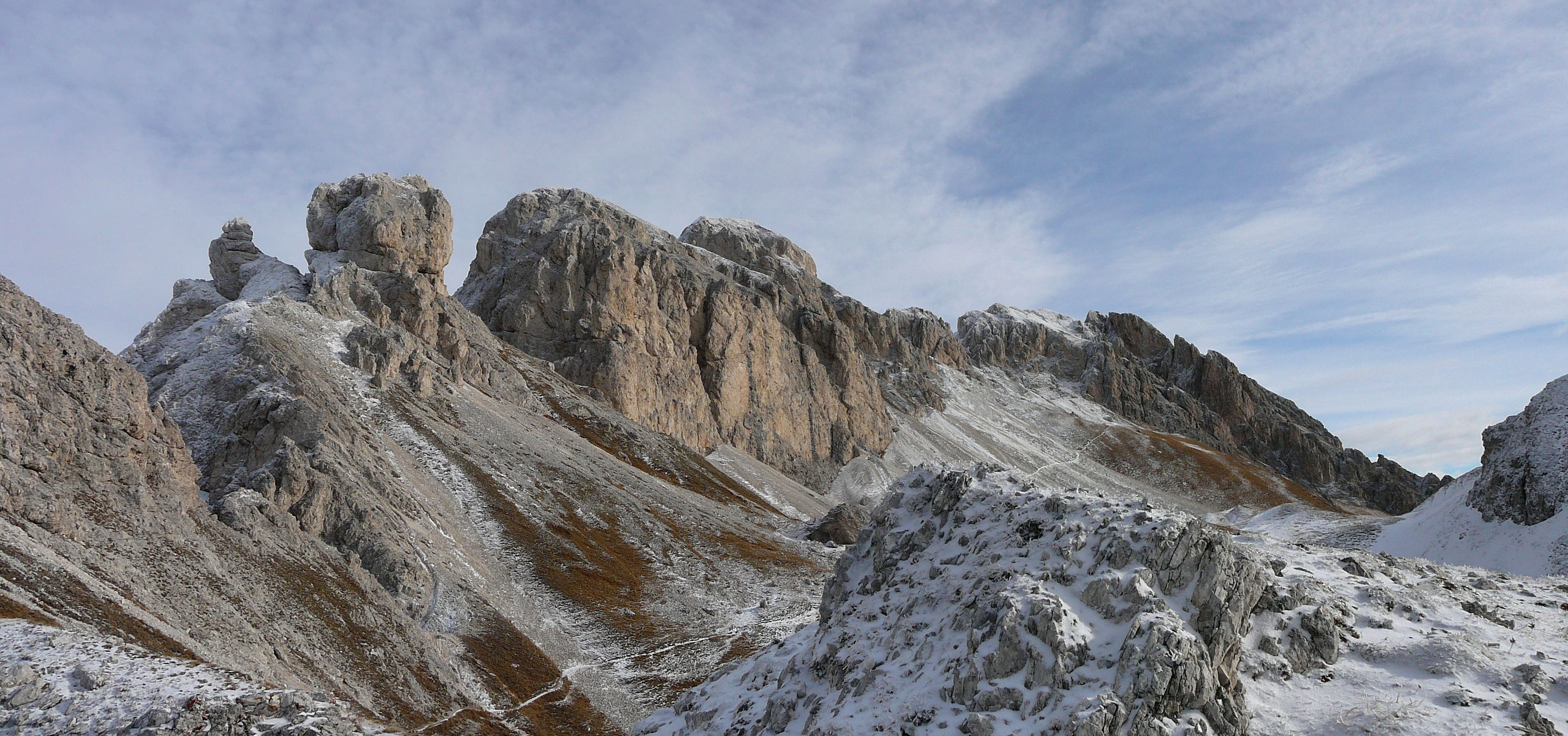
Odle di Eores

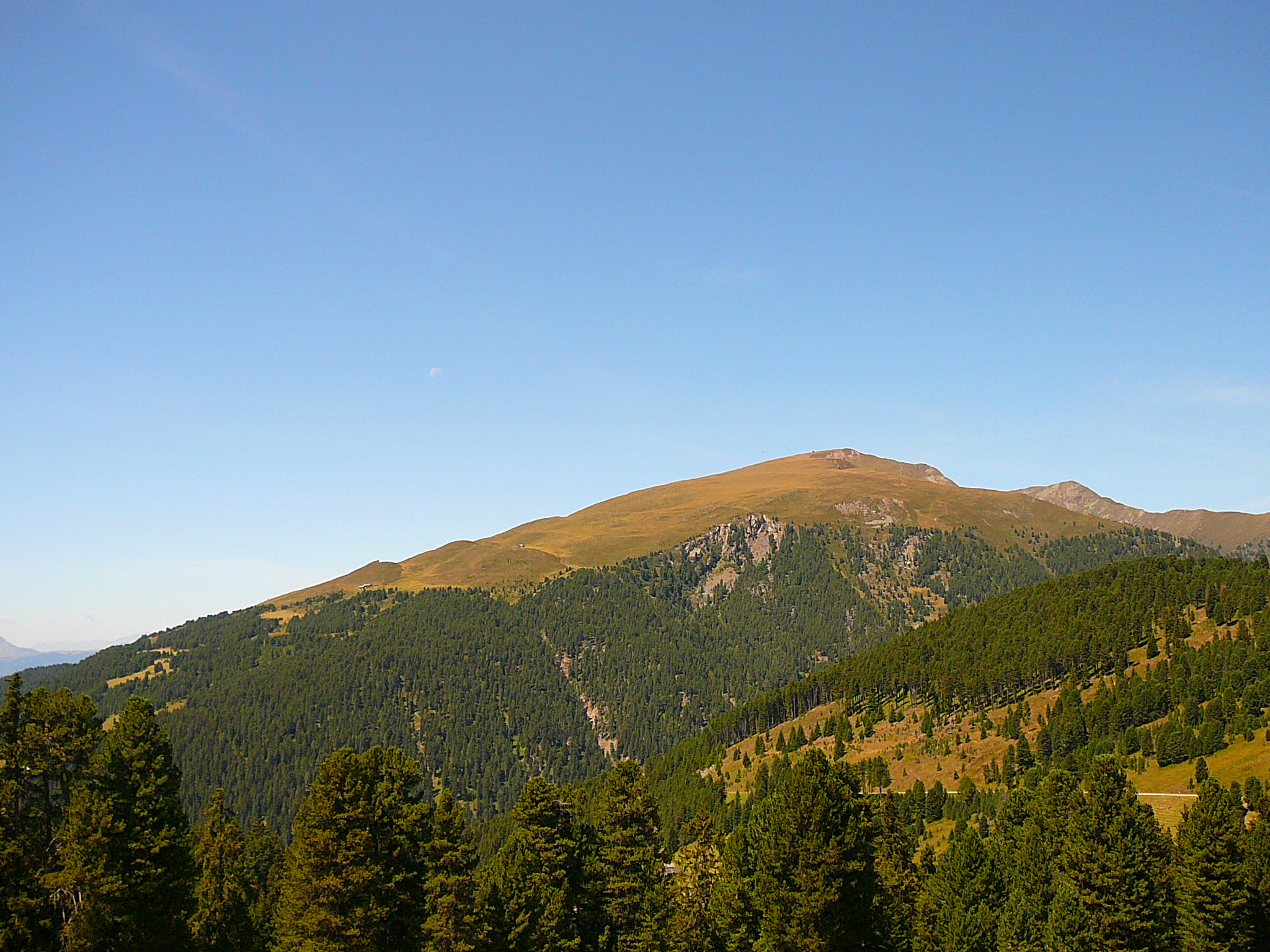
Monte Gabler

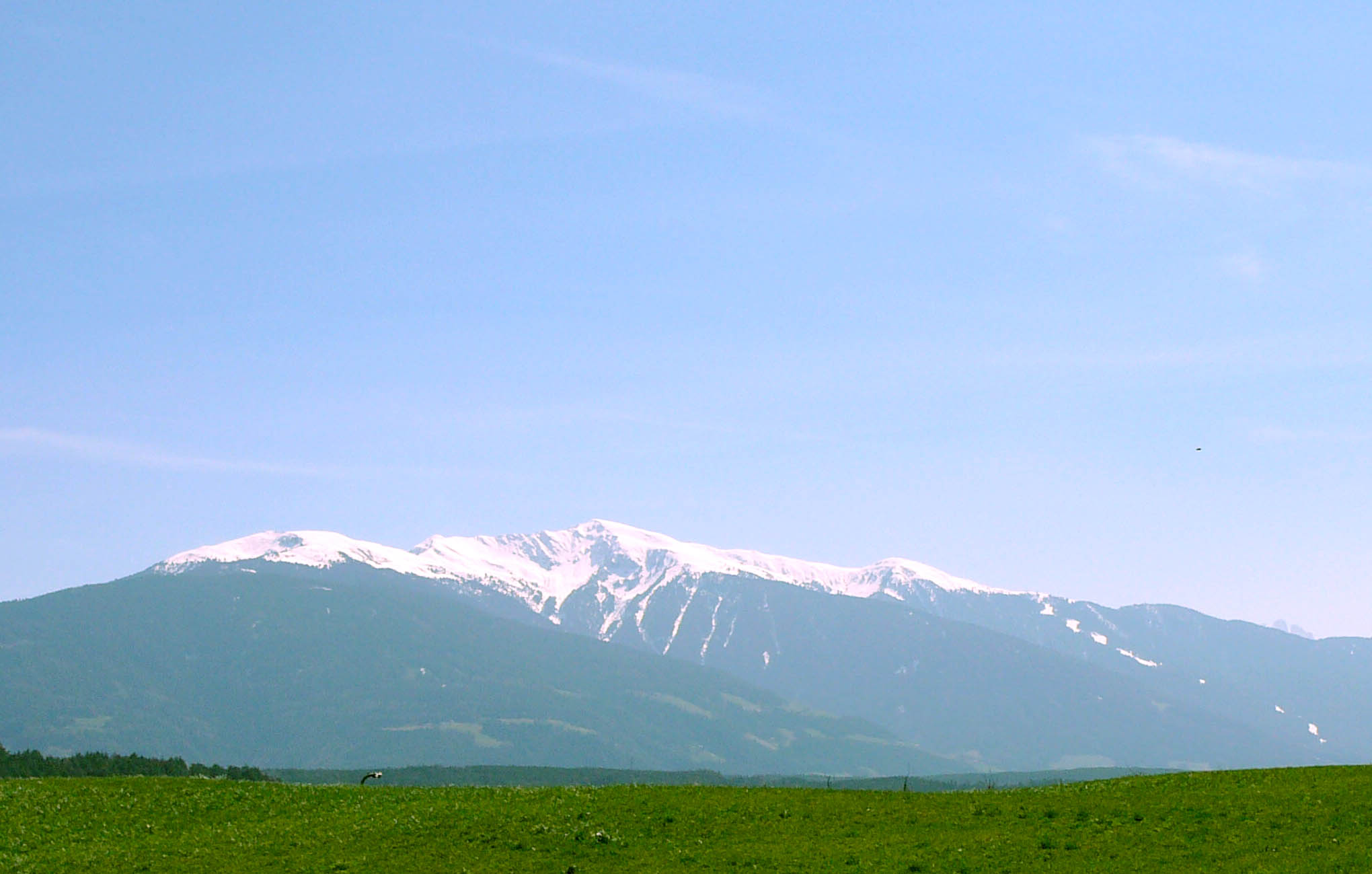
Monte Plose

La SOIUSA lo vede come un gruppo alpino e vi attribuisce la seguente classificazione:
- Grande parte = Alpi Orientali
- Grande settore = Alpi Sud-orientali
- Sezione = Dolomiti
- Sottosezione = Dolomiti di Gardena e di Fassa
- Supergruppo = Dolomiti di Gardena
- Gruppo = Gruppo Plose-Putia
- Codice = II/C-31.III-A.6

## Delimitazioni
Ruotando in senso orario i limiti geografici sono: Valle Isarco, Val Pusteria, Val Badia, valle di Longiarù, Forcella di Curveies, Val di Funes, Valle Isarco.

## Suddivisione
Secondo la SOIUSA il Gruppo Plose-Putia è suddiviso in tre sottogruppi:
- Gruppo della Putia (a)
  - Catena delle Odle d'Eores (a/a)[2]
  - Massiccio del Sass de Putia (a/b)
- Sottogruppo della Plose (b)
- Costiera di Luson (c)

## Montagne principali
Le montagne principali sono:
- Sass de Putia (in ted. Peitlerkofel) - 2.875 m
- Monte Tullen-Odle di Eores (Aferser Geisler) - 2.654 m
- Monte Gabler (Großer Gabler) - 2.576 m
- Plose - 2.562 m
- Monte Fana - 2.547 m
- Monte Telegrafo - 2.504 m
- Col di Poma (Zendleser Kofel) - 2.422 m